# 山際素男
山際 素男（やまぎわ　もとお、1929年5月21日 - 2009年3月19日）は、日本のノンフィクション作家、インド文化研究家、翻訳家。専門はインド文学。

## 人物
三重県大王町出身。
中学、高校でそれぞれ中退を経験し、法政大学文学部日本文学科卒。朝日新聞東京本社、世界労連東京事務所勤務を経て、インドに留学。インド国立パトナ大学、ビスババラティ大学で学ぶ。帰国後、文筆活動に入る。
代表作として、インドにおけるカースト制度の実態を告発した『不可触民 もうひとつのインド』がある。1998年には、古代インドの大叙事詩『マハーバーラタ』の翻訳で第34回日本翻訳出版文化賞を受賞した。
チベット問題にも関わり、『ダライ・ラマ自伝』他、チベット関連書を翻訳。また、ダライ・ラマ法王日本代表部事務所にもかかわり、ダライ・ラマの発言の日本語翻訳を行っていた。
また翻訳家・作家としての活動にとどまらず、講演活動なども精力的に行っていた。
20代の頃は小説家志望で、同人誌活動を行っており、そこで同い年の色川武大と知り合い、お互いの家に泊まりあうほど、親密になり、色川が死去するまで交際があった。色川は山際を「奇人」ととらえ、後に執筆した、奇妙な人物たちが次々と登場する色川の出世作『怪しい来客簿』に、山際を登場させたかったという。その後、色川の小説の中に、キャラクターとして登場した。また、山際には二人息子がいたが、次男が色川の少年時代にそっくりだったため、「下の息子は、俺がインドに行っている間に、色川がつくった子供じゃないか」と冗談を言っていたという。
また、1984年に、吉行和子、岸田今日子から「インドに行ってみたい」と依頼され（岸田とは学生時代の同級生）1984年末から1985年初めにかけて彼女らを案内してインド旅行につれていき、その旅を『脳みそカレー味 岸田今日子・吉行和子とのインド旅日記』としてまとめた。
2009年3月19日、間質性肺炎のため東京都東大和市の病院で死去。79歳没。

## 著書
- 『不可触民 もうひとつのインド』（三一書房） 1981、のち光文社知恵の森文庫 2000
- 『不可触民の道 インド民衆のなかへ』（三一書房、三一新書） 1982、のち光文社知恵の森文庫 2001
- 『脳みそカレー味 岸田今日子・吉行和子とのインド旅日記』（三一書房） 1985
- 『カーリー女神の戦士』（三一書房） 1985、のち集英社文庫 1994
- 『インド群盗伝』（三一書房） 1985
- 『チベットのこころ』（三一書房） 1994、のち改題『チベット問題 - ダライ・ラマ十四世と亡命者たちの証言』（光文社新書） 2008
- 『破天 一億の魂を掴んだ男』（南風社） 2000、のち光文社新書 2008
- 『マハーバーラタ インド千夜一夜物語』（光文社新書） 2002
- 『不可触民と現代インド』（光文社新書） 2003
- 『踊るマハーバーラタ 愚かで愛しい物語』（光文社新書） 2006

## 翻訳
- 『マハーバーラタ』全9巻（三一書房） 1991 - 1998
- 『不可触民バクハの一日』（M・R・アナンド（英語版）、三一書房） 1984
- 『清掃夫の息子』（T・S・ピライ、三一書房） 1986
- 『ブッダとそのダンマ』（B・R・アンベードカル、三一書房） 1987、のち光文社新書 2004
- 『アンベードカルの生涯』（ダナンジャイ・キール（英語版）、三一書房） 1995、のち光文社新書 2005
- 『チベット奇跡の転生』（ヴィッキー・マッケンジー（英語版）、文藝春秋） 1995
- 『ダライ・ラマ自伝』（ダライ・ラマ、文藝春秋） 1992、のち文春文庫 2001
- 『ダライ・ラマ 幸福(しあわせ)になる心』（ダライ・ラマ、春秋社） 2001
- 『あたいのじっちゃん、象、飼ってたの』（ヴァイコム・M・バシール（英語版）、出帆新社） 2002
- 『中国はいかにチベットを侵略したか』（マイケル・ダナム（英語版）、講談社インターナショナル） 2006